# Усов, Василий Иванович
Василий Иванович Усов (28 февраля 1888, Орехово-Зуево — 12 марта 1971, Москва) — советский военачальник, генерал-лейтенант войск связи (1940).

## Ранние годы
С 11 лет после смерти обоих родителей стал работать учеником ткача на фабрике Саввы Морозова, затем подрабатывал рассыльным мальчиком, счетоводом.
В молодости увлекался футболом и даже играл левым нападающим в ореховской футбольной команде, однако после серьезной травмы в одной из игр ему пришлось навсегда расстаться со спортом.
В 1904—1905 годах принимал активное участие в забастовках на фабрике, нелегальных собраниях рабочих. В 1907 году подвергался аресту за хранение нелегальной литературы и оружия.

## Первая мировая и Гражданская войны
В годы Первой мировой войны в звании поручика командовал взводом, а затем ротой. Солдатским комитетом после Февральской революции был избран на должность начальника связи полка, а позднее дивизии.
Во время Гражданской войны был начальником связи Стальной дивизии Жлобы, 10-й армии, командиром батальона связи 4-й, 37-й, 32-й стрелковых дивизий, помощником начальника связи и начальником отдела связи 32-й стрелковой дивизии, инспектором Заволжского военного округа.

## Военная карьера в РККА
В ноябре 1924 года был назначен помощником инспектора связи Московского военного округа, в ноябре 1926 года — помощником начальника связи, а в декабре 1927 года — начальником войск связи этого округа.
В 1933 года окончил два курса Военноэлектротехнической академии. С января 1935 года по январь 1936 года являлся слушателем Академических курсов командно-технического состава при Военной академии РККА, после окончания которых до апреля 1938 года служил преподавателем, а с января 1941 года — начальником кафедры тактики связи этой академии.
В начале Великой Отечественной войны возглавлял Управление связи Центрального фронта первого формирования, образованного 24 июля 1941 года. Однако уже 25 августа 1941 года Центральный фронт был упразднен, а Усов вновь получил назначение на должность начальника связи Московского военного округа, которую он занимал вплоть до увольнения в запас 10 июня 1954 года.

## Воинские звания
- Полковник — не ранее 1935
- Комбриг — 05.02.1939[1]
- Генерал-лейтенант войск связи — 04.06.1940[2]

## Награды
- Орден Ленина
- Два ордена Красного Знамени
- Два ордена Красной Звезды
- Три дореволюционных ордена
- Десять медалей